# Perć Borkowskiego
Perć Borkowskiego – oznaczony kolorem żółtym szlak turystyczny w Beskidzie Wyspowym, prowadzący z Rabki-Zarytego na szczyt Lubonia Wielkiego poprzez rezerwat przyrody Luboń Wielki. Nazwę szlaku nadano na cześć Stanisława Dunin-Borkowskiego – budowniczego i wieloletniego gospodarza schroniska PTTK na Luboniu Wielkim i zasłużonego działacza turystycznego.
Jest to najciekawszy z kilku szlaków prowadzących na ten szczyt. W obrębie rezerwatu, znajdującego się na podszczytowych partiach południowo-wschodnich zboczy (746–1014 m n.p.m.) turysta zaskoczony zostaje krajobrazem zupełnie odmiennym od beskidzkiego. Szlak prowadzi bowiem dużym gołoborzem (jest to największe gołoborze w Beskidzie Wyspowym), wśród złomowiska luźnych skał i obok pionowego urwiska. W grupie skał zwanych Dziurawymi Turniami doliczono się 13 jaskiń i szczelin skalnych. Najsłynniejsza z nich to Jaskinia w Luboniu Wielkim. W czasie złej pogody szlak może być niebezpieczny (ślisko) i wówczas lepiej nim podchodzić do góry niż schodzić.
Szlak jest fragmentem żółtego szlaku ze Starych Wierchów na Luboń Wielki. W Rabce-Zarytem, przekracza asfaltową drogę z Mszany Dolnej do Rabki-Zdroju, przechodzi pomiędzy domami, a następnie pnie się polną drogą pod las na zboczach Lubonia Wielkiego. Z pól pod lasem w kierunku wschodnim widać wzniesienia Beskidu Wyspowego – Mogielicę, Jasień, Wielki Wierch, Kiczorę, a w kierunku południowo-wschodnim Gorców: Kudłoń, Turbacz wraz z Czołem, Obidowiec, Jaworzynę Ponicką i Maciejową. Po wejściu do lasu po ok. 1 godz. stromego podejścia dochodzimy do rezerwatu przyrody Luboń Wielki.
Czas przejścia od początku szlaku w Rabce-Zarytem na szczyt Lubonia: 2 godz. (↓ 1.30 godz.), deniwelacja 560 m, odległość 5,1 km.
Uwaga: szlak miejscami wymaga pewnej sprawności fizycznej, nie jest zalecany dla dzieci i osób starszych.

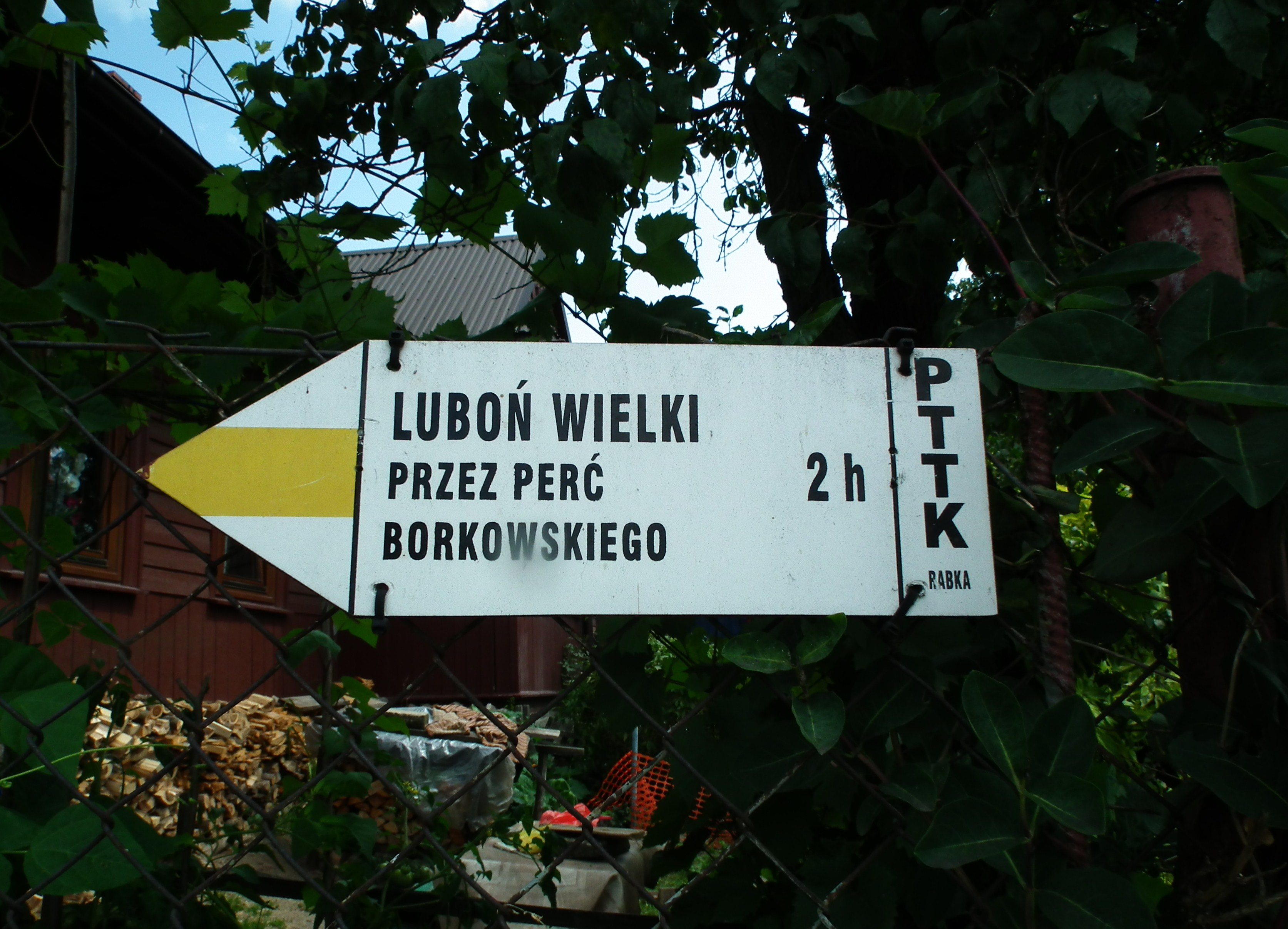
Oznaczenie w Zarytem
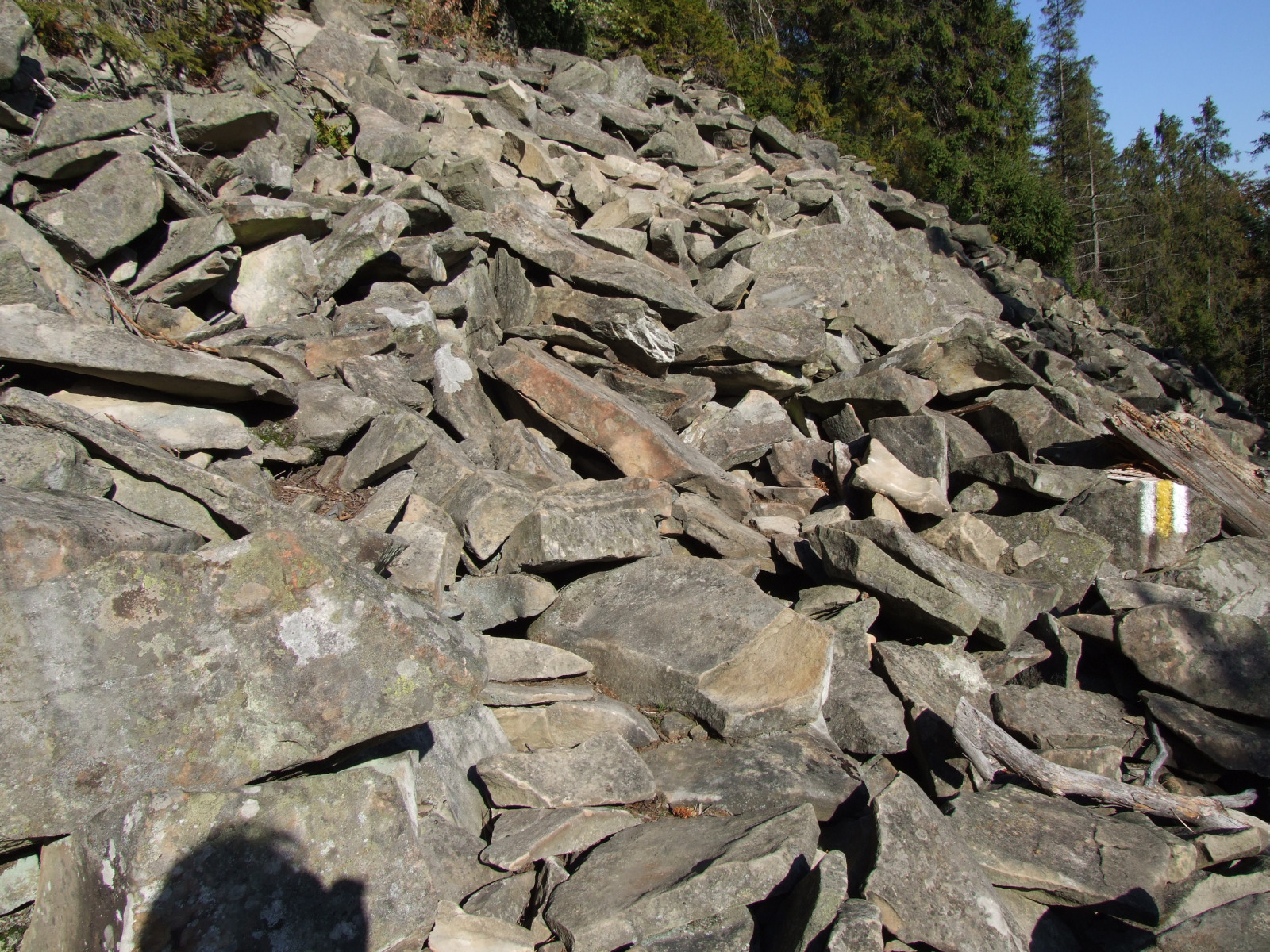
Gołoborze
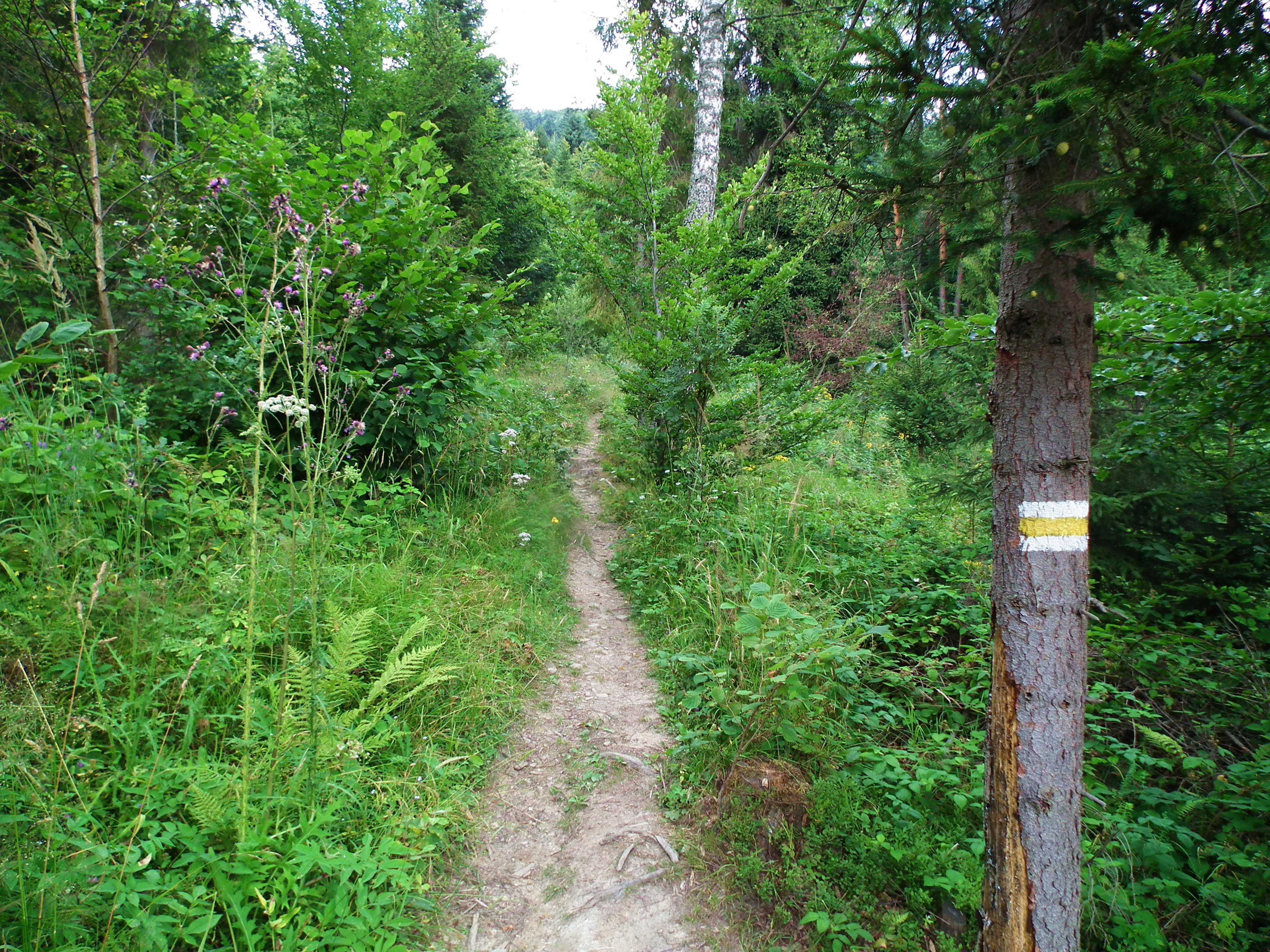
Ścieżka
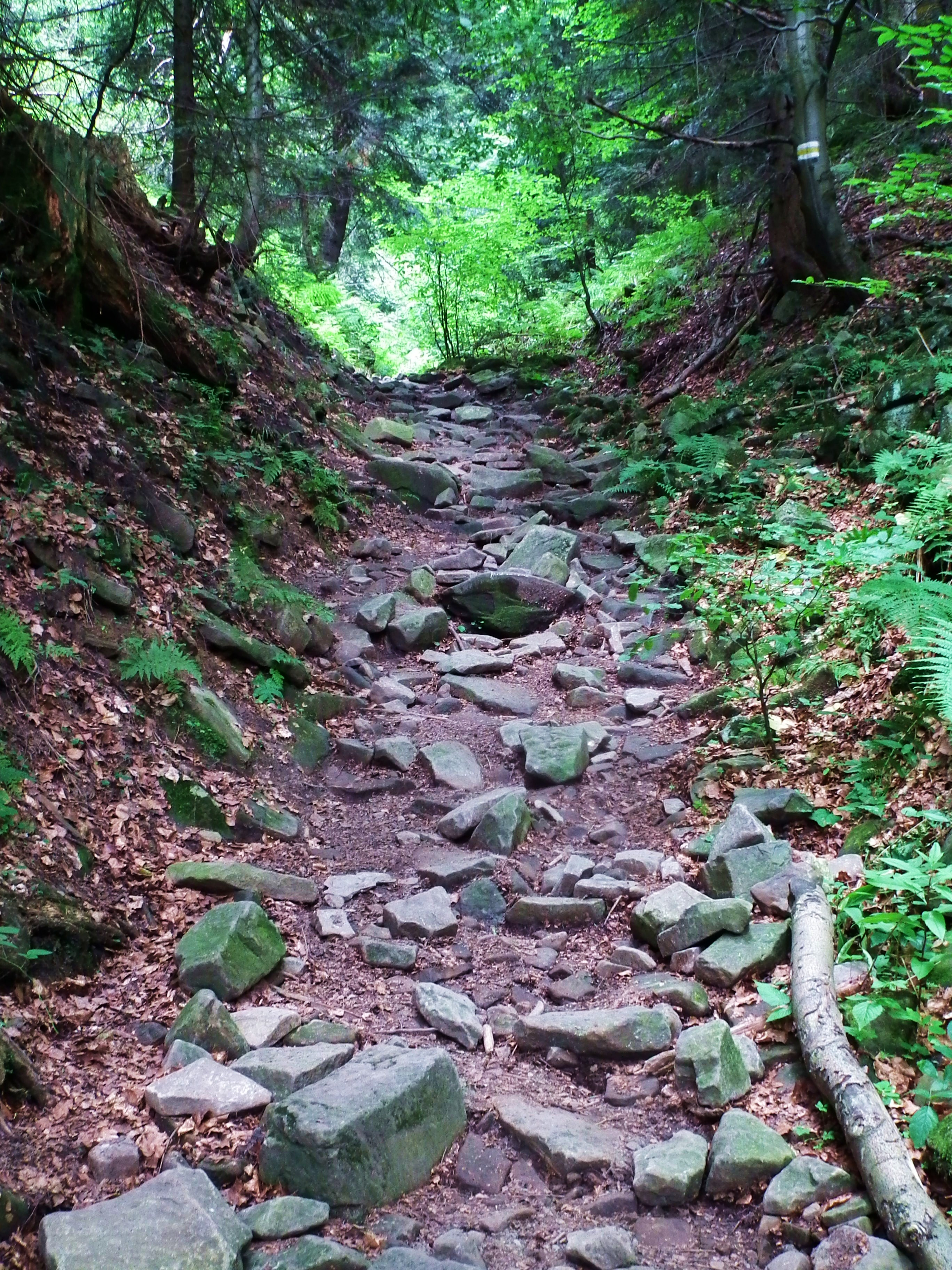
Ścieżka
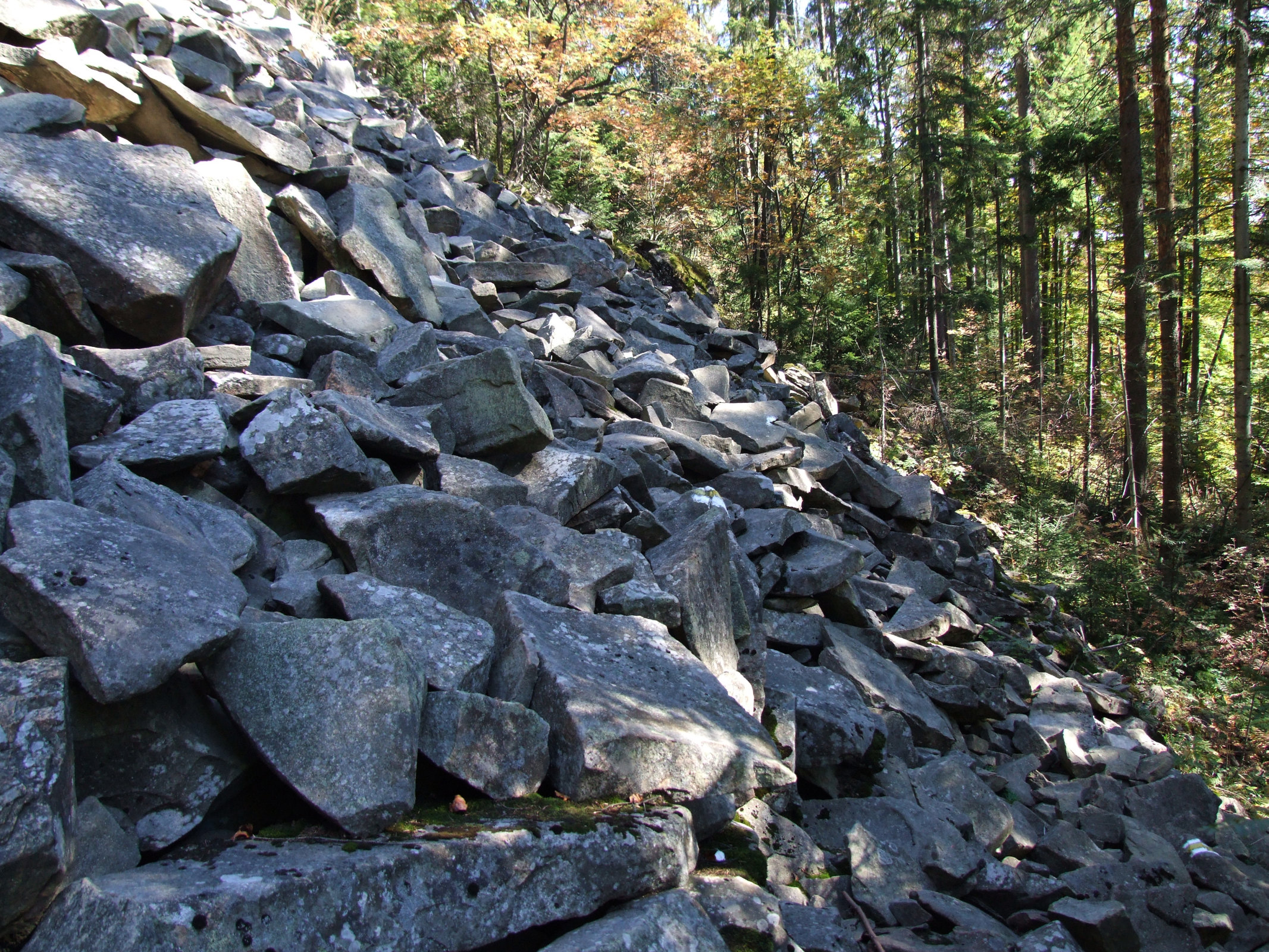
Gołoborze
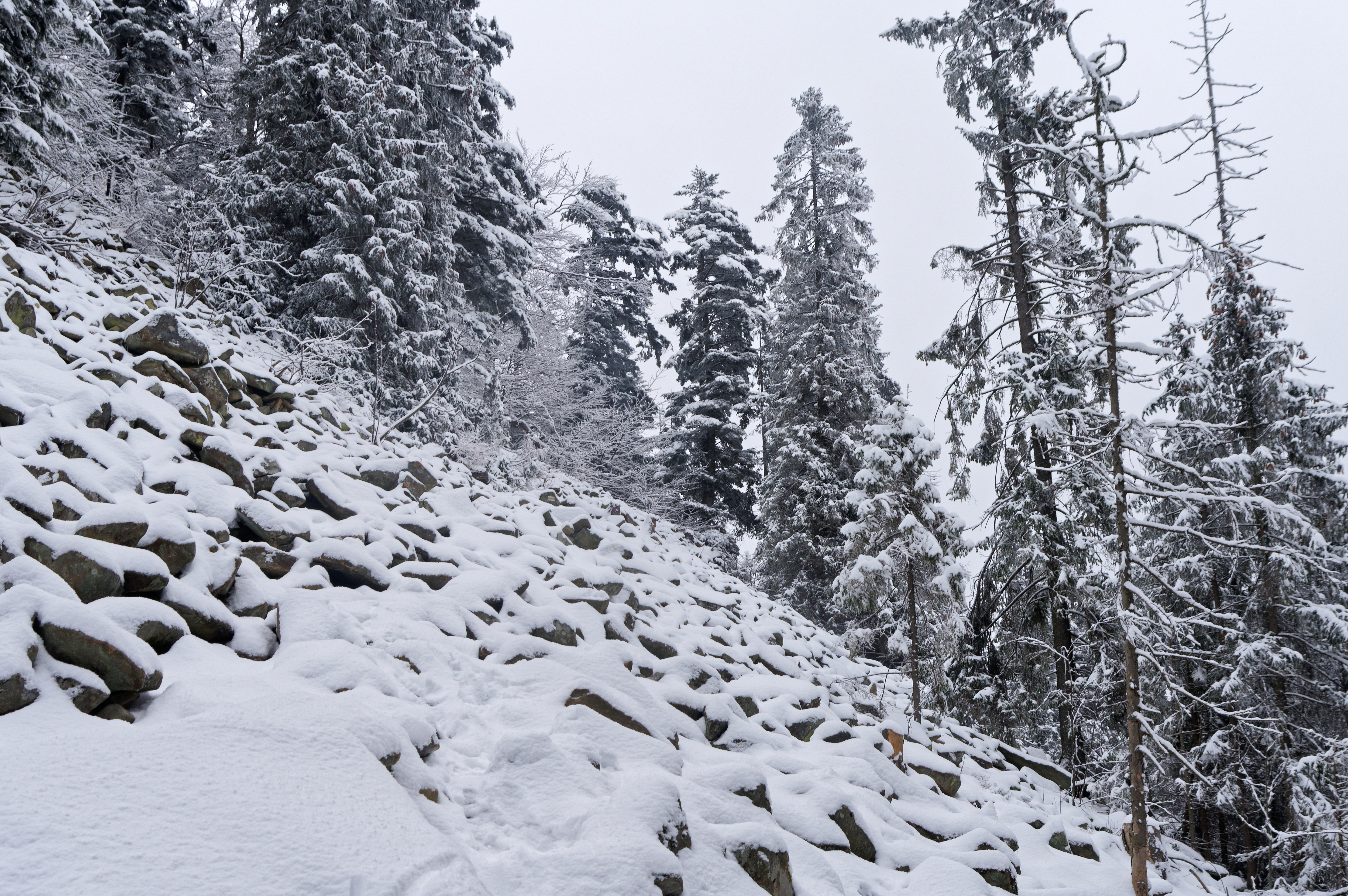
Gołoborze zimą